# Jorge Mata
Jorge Mata (* 26. April 1970 in Kastilien und León, Spanien) ist ein ehemaliger spanischer Boxer im Strohgewicht. 

## Profikarriere
Im Jahre 1998 begann er erfolgreich seine Profikarriere. Ende Juni 2002 boxte er gegen Reynaldo Frutos um den WBO-Interimstitel und siegte durch klassischen K. o. in Runde 9. Noch im selben Jahr wurde Mata kampflos zum WBO-Weltmeister ernannt und verteidigte den Titel gegen Jairo Arango durch einstimmige Punktrichterentscheidung.
Ende März des darauffolgenden Jahres verlor Mata den Gürtel durch K. o. an Eduardo Ray Marquez. 
Im Jahre 2005 beendete er seine Karriere.